# Podchlumský rybník
Podchlumský rybník o rozloze vodní plochy 7,4 ha se nalézá na Ještětickém potoce u osady Podchlumí asi 2 km východně od centra obce Semechnice v okrese Rychnov nad Kněžnou. Vlastní rybník se nalézá již na katastru obce Trnov. Rybník je využíván pro chov ryb.
Po hrázi rybníka vede silnice III. třídy č. 29842 spojující obce Semechnice a Podbřezí.
Vlastní rybník je spolu se slatinnými loukami na jižním a východním břehu se vzácnou květenou evidován jako významný krajinný prvek o celkové ploše 13,38 ha.

## Galerie

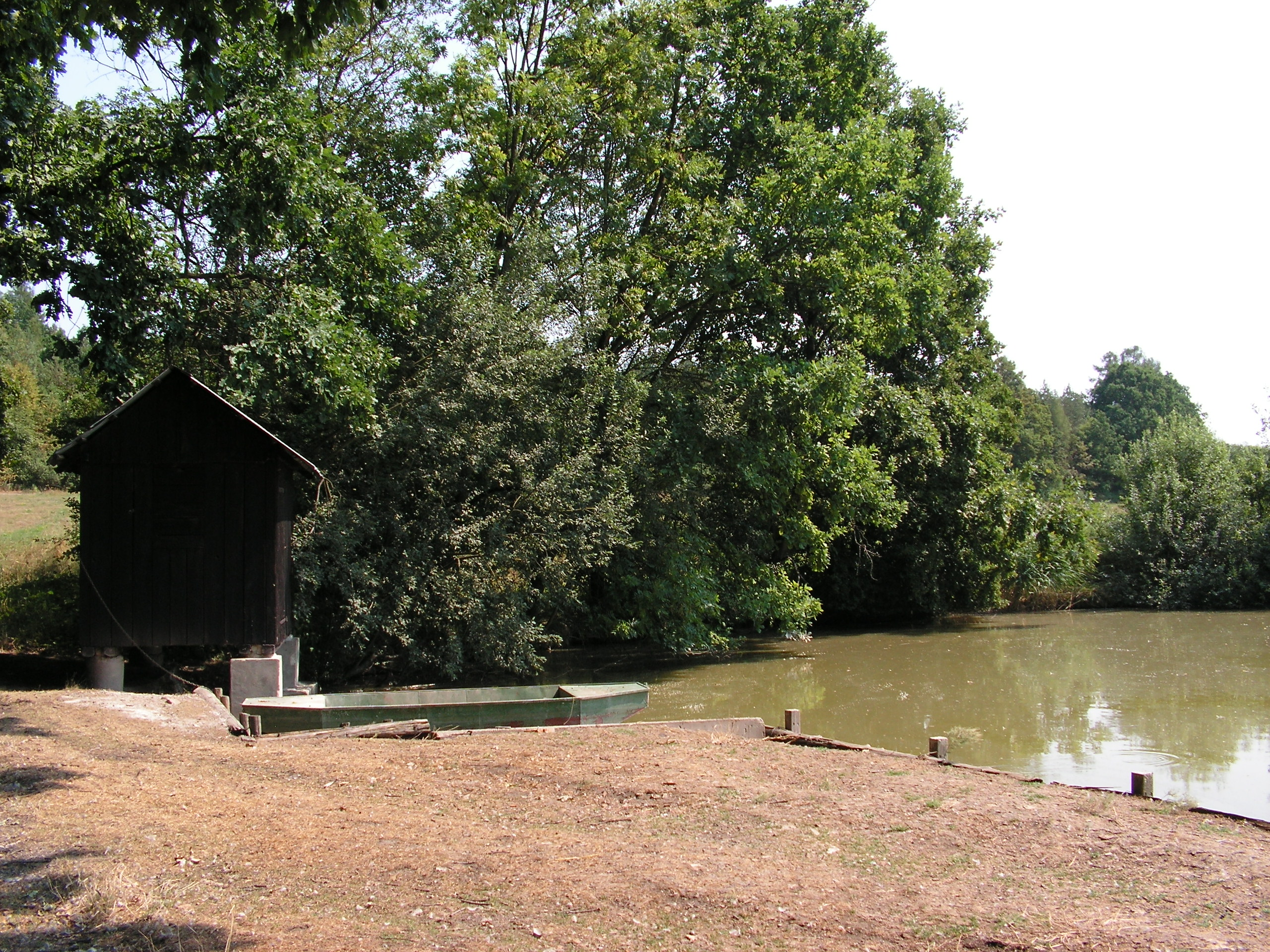
Podchlumský rybník
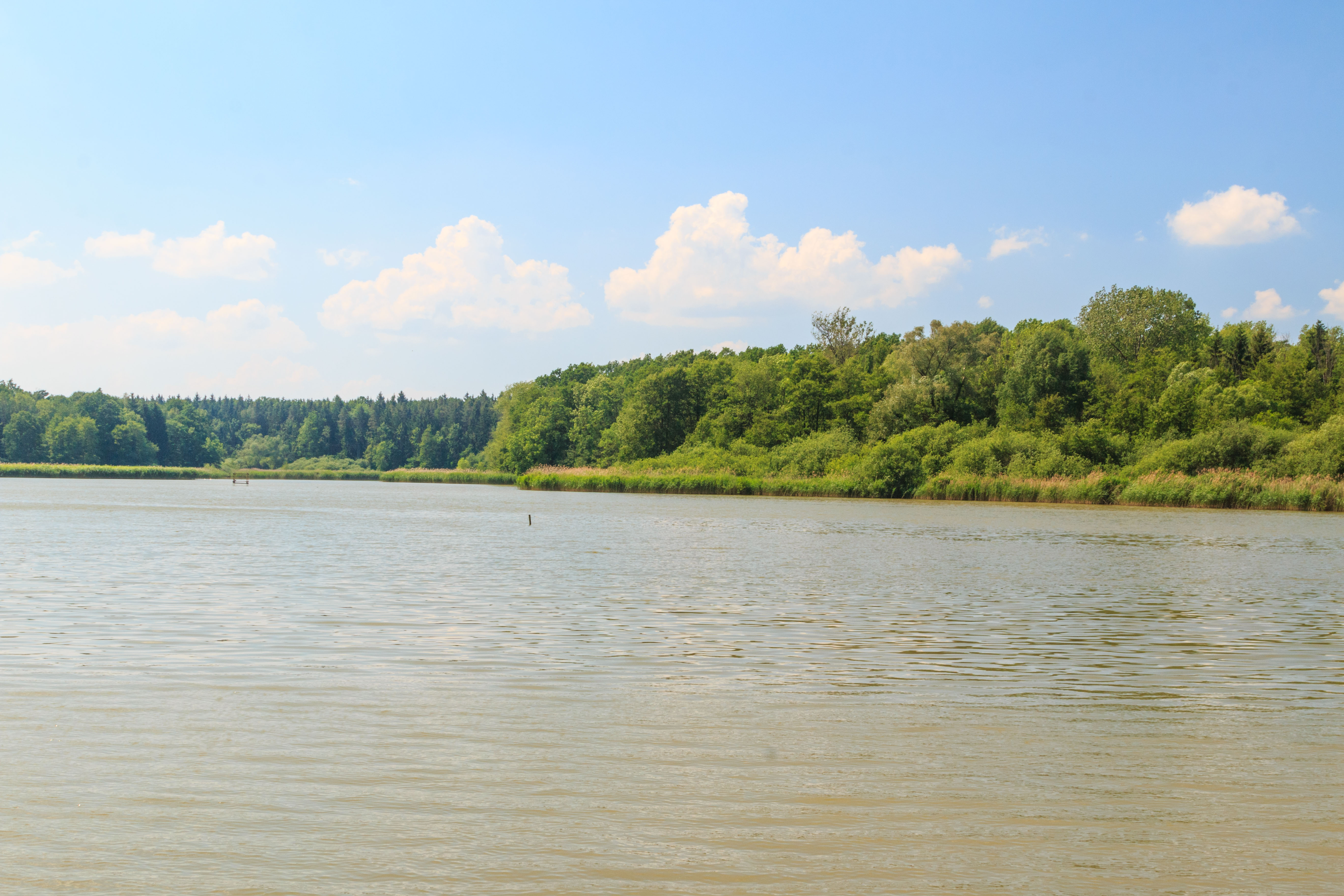
Podchlumský rybník
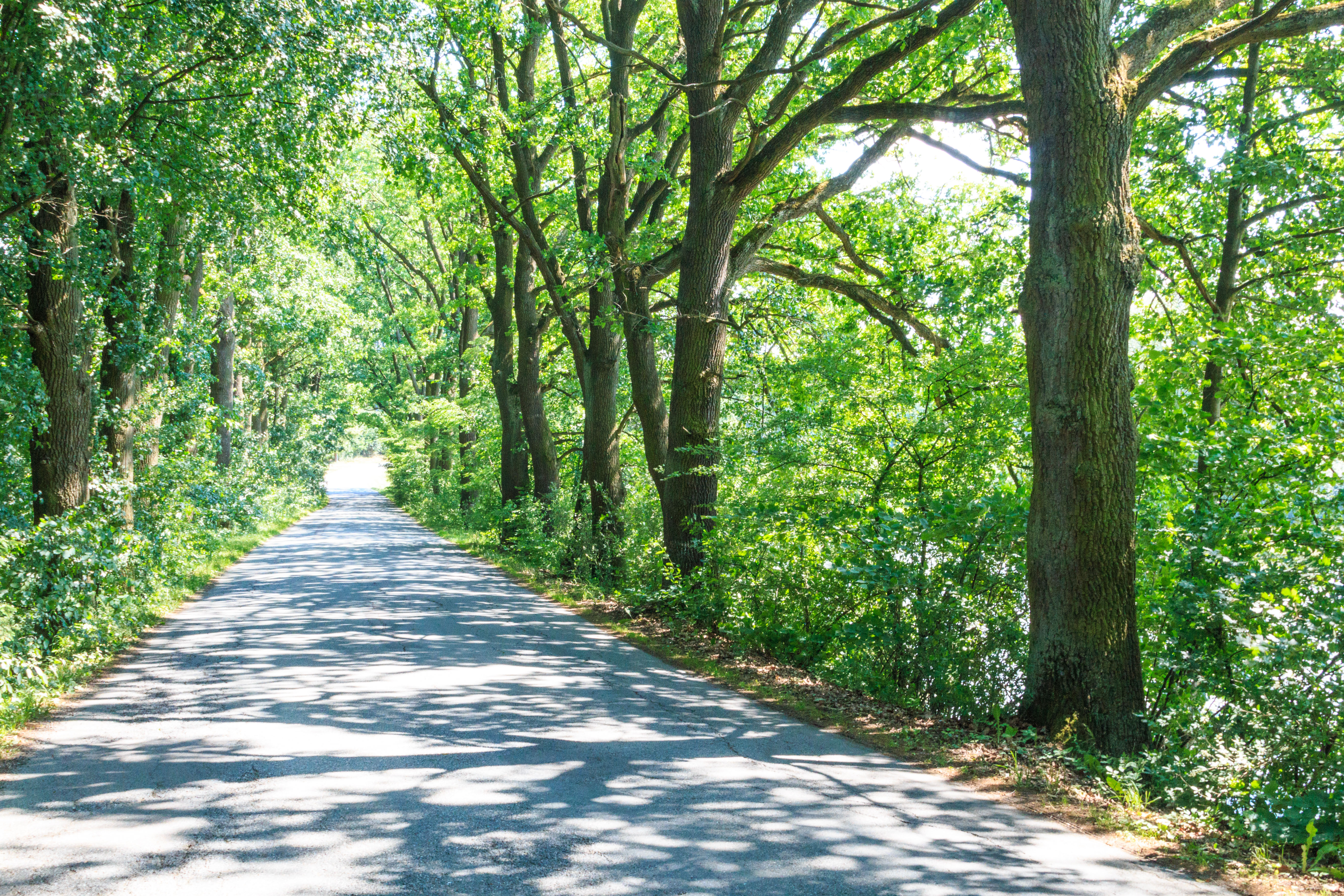
Podchlumský rybník
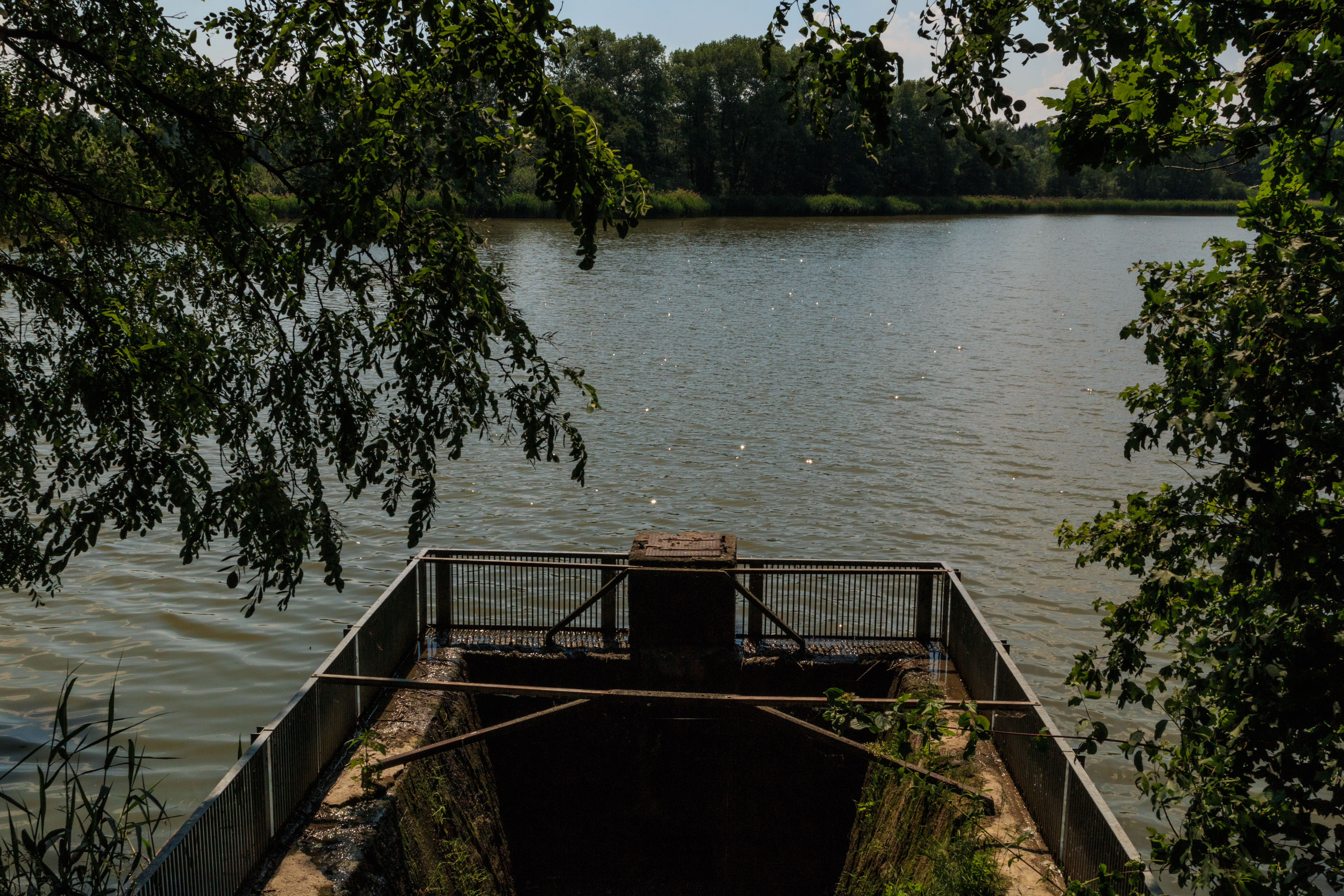
Podchlumský rybník